# Suevos
Os suevos (do proto-germânico *swēbaz, baseado na raiz proto-germânica *swe, "o próprio"; em latim: Suevi ou Suebi) foram um grupo de povos germanos, parte dos quais migraram à Hispânia durante as Invasões bárbaras, fundando um reino na antiga província romana da Galécia (atual norte de Portugal e Galiza) que duraria entre 409 e 585 d.C., data em que foi anexado pelos visigodos.
Os suevos eram originários da região entre os rios Elba e Oder, na atual Alemanha. O historiador romano Tácito chegou a referir-se a todos os germanos do além-Elba como "suevos".
Parte dos suevos constituíram uma ameaça periódica contra os romanos no Reno, até que, no final do império, os alamanos, incluindo elementos dos suevos, quebraram as defesas romanas e ocuparam a Alsácia, e desde lá a Baviera e a Suíça. Uma parte deles permaneceu na Suábia (uma área no sudoeste da atual Alemanha, cujo nome moderno deriva do nome antigo), enquanto os migrantes estabeleceram um reino na Galécia, reino este que veio a ser o "embrião" de Portugal e de suas fronteiras mais antigas.

## Fundação do Reino Suevo na Galécia

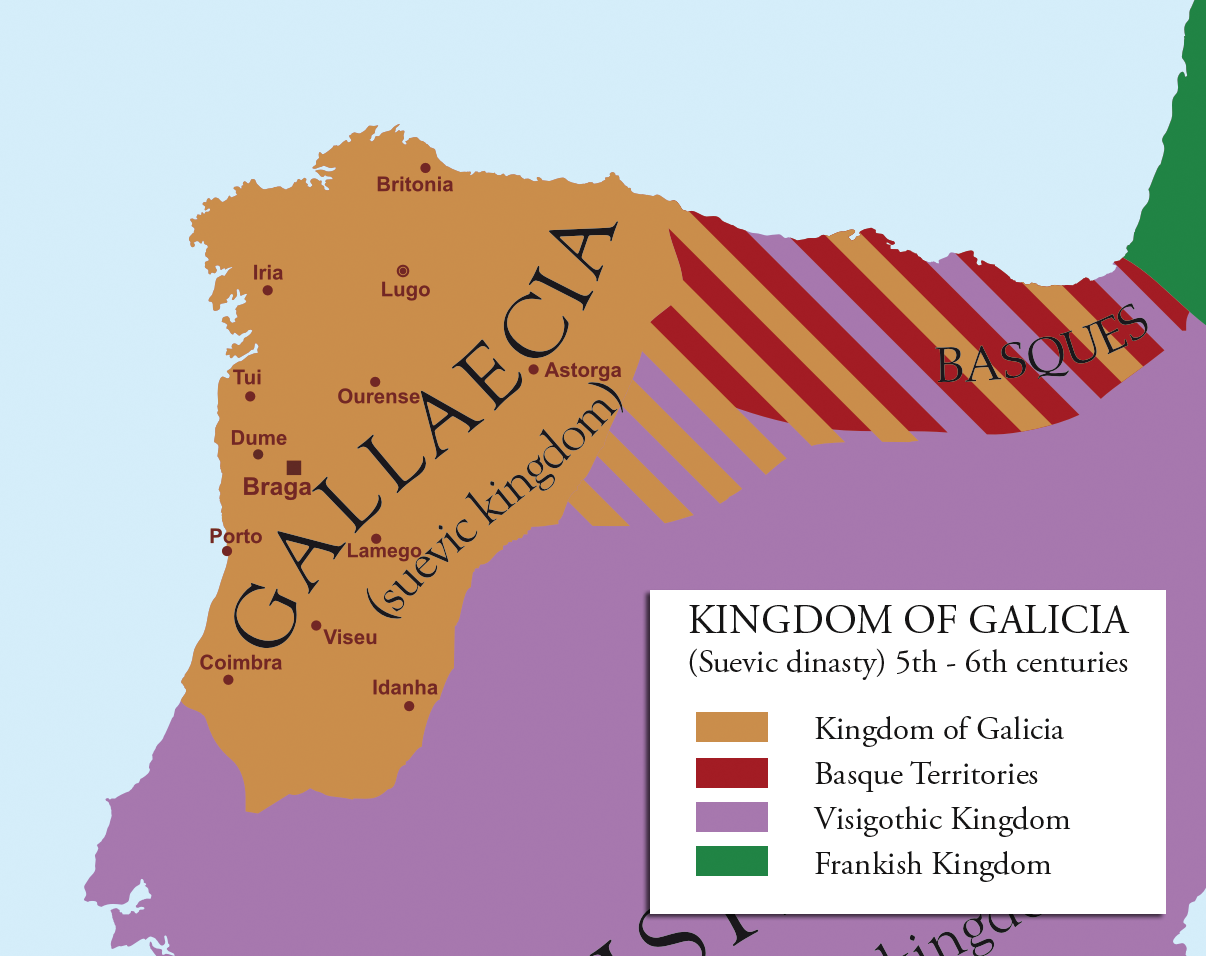
Reino Suevo com capital em Braga, século V a VI

Os suevos chegaram à Península Ibérica em 409 d.C., juntamente com outros invasores germânicos – vândalos, búrios e com os alanos (não-germânicos) e mais tarde os visigodos,  numa migração desencadeada pela fuga à destruição causada pelos hunos entre os anos 372 e 375. Os suevos cruzaram os Pirenéus e fundaram um reino, com capital em Bracara Augusta, o qual, na sua máxima extensão,  englobava a totalidade da província da Galécia e a parte norte da Lusitânia, até ao Tejo. O território mais a sul foi ocupado pelos visigodos. Os suevos instalaram-se principalmente em torno de cidades como Bracara Augusta (Braga), Portus Cale (Porto), Lucus Augusta (Lugo) e Asturica (Astorga).
Em 438 o rei suevo Hermerico ratificou a paz com os povos galaicos e, cansado por uma vida de lutas, já que comandava os suevos desde quando estes entraram na Península Ibérica, abdicou em favor de seu filho Réquila I.
Em 448 Réquila morreu, deixando um estado em expansão a seu filho Requiário que, sendo católico, impôs este credo à população sueva. A população urbana da Galécia era já predominantemente católica. A cidade de Braga como capital do reino suevo e sede episcopal ganhou grande importância, a qual ainda hoje é visível no carácter metropolita da sua Sé, primaz entre as dioceses do Noroeste peninsular.
Em 585 d.C., após a anexação ao Reino Visigótico, o Reino Suevo ainda existiu com um determinado grau de "autonomia". A sua população e seus nobres passaram a espalhar-se por diferentes partes da Lusitânia, isto deu-se em decorrência de diversos fatores, além de que houve também o surgimento de dioceses e habitações feitas por suevos não cristãos, os quais eram chamados de "pagus" e que estendiam-se por grande parte do actual território Português, desde Braga e Viseu até Beja e Faro.

## Os suevos e a cidade do Porto

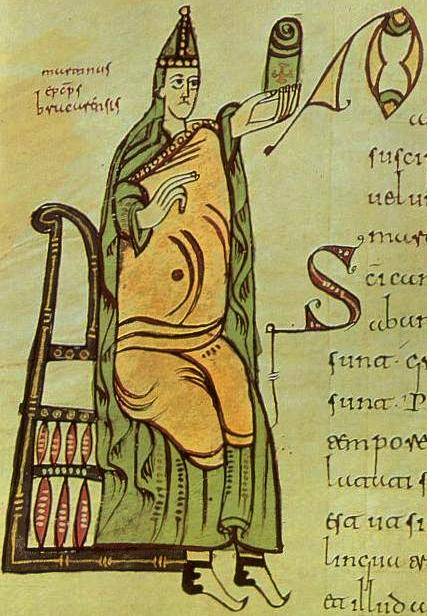
São Martinho de Dume numa miniatura do Códice Albeldensis, c. 976, À esquerda, junto da cabeça, lê-se Martinus episcopus bracarensis, Biblioteca do Escorial

Cerca do ano de 417, os alanos invadiram os territórios dos suevos, empurrando estes até à margem direita do rio Douro, onde hoje se situa a cidade do Porto. Os alanos não conseguiram, apesar de muitos esforços, conquistar a cidade, sendo posteriormente expulsos pelo povo suevo, com o apoio dos romanos. Hermerico, o rei suevo, estendeu os muros do castelo, que fundara no morro da Pena Ventosa (onde actualmente se ergue a Sé), edificando à sua volta casas para as tropas. A este burgo foi dado o nome de Cale Castrum Novum (castelo novo de Cale) adquirindo a denominação de civitas. Ao fundo desse morro existia o Portus Cale (porto de Cale, actual Ribeira), que deu origem ao nome Portucale, nome esse dado ao castelo novo, e que ficaria a designar a cidade a partir dos finais do século IV. O castelo antigo ficava do outro lado do rio Douro, no local de Vila Nova de Gaia, posto de defesa avançado de Cale.

## Declínio e queda do reino suevo
Em 456 Requiário I morre e vários pretendentes aparecem, agrupados em duas facções. Nota-se uma divisão marcada pelo rio Minho, provavelmente um reflexo das duas tribos, quados e marcomanos, que constituíam a nação sueva na Península Ibérica.
Em 585 os visigodos destroçaram os suevos e capturaram seu rei, Andeca. O reino suevo foi anexado pelo Reino Visigótico, mas provavelmente subsistiu um certo grau de autonomia. Segundo as crónicas de Afonso III, enquanto Égica governava o reino dos godos Vitiza governava o reino dos suevos.

## A herança dos suevos em Portugal
O comendador Armando de Almeida Fernandes, licenciado em Ciências Geográficas, especialista em toponímia e antroponímia-onomástica, defendeu a tese da origem de Portugal no Reino Suevo. No primeiro capítulo do livro “Viseu, Agosto de 1109, nasce D. Afonso Henriques” (2007), Almeida Fernandes lembra que um topónimo (nome de lugar) passa frequentemente a corónimo (nome de região) por efeitos administrativos, e sustenta que o topónimo romano-céltico “Portucale” (Porto) passou a designar o condado de Portugal (corónimo) porque o Porto terá sido capital (residência real, centro administrativo e sede de diocese) no final do reino suevo.
Ao contrário da crença popular, a extinção da dinastia sueva em 585 não acabou com o reino suevo: Leovigildo, rei dos visigodos, passou a ser também o rei dos suevos, como aconteceu no Reino Franco (actual França) com os francos e os burgúndios.
Em 863, Vimara Peres tomou o Porto aos mouros e foi nomeado conde de Portugal pelo rei Afonso III de Leão. A dinastia condal de Portugal extinguiu-se quando o conde Nuno Mendes foi morto, em 1071, pelo rei Garcia da Galiza, na batalha de Pedroso (perto de Braga). O rei Garcia passou a intitular-se rei de Portugal e da Galiza. O rei Afonso VI de Leão, irmão do rei Garcia, apoderou-se do reino de Portugal e da Galiza e concedeu o condado portucalense ao seu genro D. Henrique, pai de D. Afonso Henriques. A expansão do território portucalense sob a égide do rei de Portugal levou a nova generalização do corónimo Portugal, que passou a designar as terras do senhor de Portugal, até à fronteira do Algarve.
No livro “Paróquias Suevas e Dioceses Visigóticas” (1968), Almeida Fernandes leva a cabo uma análise toponímica de dois documentos coevos: o “Paroquial Suévico” e o “Provincial Visigótico”. O “Paroquial Suévico”, escrito c. 580 d.C., no reinado de Teodemiro, apresenta uma relação de 134 paróquias agrupadas em 13 dioceses e indica a existência de uma diocese étnica (não geográfica) para os cristãos de origem bretã, emigrados da Grã-Bretanha, na sequência das invasões anglo-saxónicas. O Paroquial refere ainda a existência de vários “pagus”, que seriam paróquias de cristãos arianos, constituídas por suevos não convertidos ao catolicismo. As dioceses mencionadas em território português (entre o Minho e o Tejo, no paralelo da foz do Zêzere) são Bracara, Portucale, Lameco, Viseo, Conimbria e Egitânia (Idanha). O “Provincial Visigótico”, escrito em meados do séc. VII A.D., enumera e descreve os limites geográficos das dioceses visigóticas que, no atual território, coincidem com as suevas, a norte do Tejo (paralelo da foz do Zêzere), e incluem Olissipo, Elbora, Pace (Beja) e Ossonoba (Faro). 
O corónimo "Portugal", que atravessou incólume a dominação visigótica e muçulmana, abrangia aproximadamente o território entre o Douro e o Minho, mas a leste não ia tão longe como o território original do reino suevo (não incluía o actual distrito de Bragança). É no território condal, onde existe a maior concentração de topónimos germânicos de toda a Península, que a assimilação entre os suevos e os celto-romanos teve maior sucesso: as terras do Bouro são as terras dos búrios (pequena tribo aliada dos quados).

### Portugal nasce no Reino Suevo
Cidades são centros administrativos e municípios, províncias, Condados e/ou estados-nações inteiros são divisões administrativas gerenciadas por cidades (capitais). Como já citado anteriormente, topónimos frequentemente tornam-se corónimos por fins administrativos, todos os Estados Independentes actuais (países) nasceram a partir de suas cidades mais importantes. Do mesmo modo, a partir das análises toponímicas de Almeida Fernandes, pode-se supor que Portugal nasceu a partir dos territórios entre o Douro e o Minho, que eram administrados pelo Porto (na época Portucale) que por sua vez terá sido a "capital" no final do Reino Suevo.
Tudo isto mostra que a génese de Portugal nada tem a ver com a antiga província romana da Lusitânia (com capital em Mérida) e que a História de Portugal não começa com D. Afonso Henriques.

### Outras heranças
Ao estabelecerem-se no território, os suevos adaptaram-se rapidamente à língua hispano-latina falada nas províncias que ocuparam, pelo que poucos vestígios restam da sua língua nativa. Identificou-se, ainda assim, a palavra "laverca" (uma forma arcaica de "cotovia" em português) como derivada do suevo lawerca. Segundo Dan Stanislawski, o modo de vida dos portugueses da região nortenha foi herdado dos suevos, principalmente por predominarem as pequenas propriedades rurais contrariamente à região sul de Portugal onde predomina o grande latifúndio. Aos suevos também se atribui a introdução do arado quadrado na Península.
Os suevos foram reconhecidos, dentre os povos germânicos que invadiram a Península, como os de maior impacto e importância para a formação de Portugal, seja pelo princípio de suas fronteiras, da toponímia local ou da construção genética do próprio povo português.